# Hymne national de l'Ouzbékistan
L'Hymne national de la République d'Ouzbékistan (en ouzbek : O‘zbekiston Respublikasining Davlat Madhiyasi) est l'actuel hymne national de l'Ouzbékistan.
Le chant a été écrit juste après l’indépendance par Abdullah Aripov, sur la musique de l'hymne de la république socialiste soviétique d'Ouzbékistan composé par Mutal Burkhonov. Il devient l'hymne national par la loi du 10 décembre 1992 sur l'hymne national de la République d'Ouzbékistan. Il vante les mérites du pays et de ses habitants, fiers d’y être nés et d’y vivre dans la paix.